# Трстена, Шабан
Шабан Трстена (алб. Shaban Tërstena, макед. Шабан Трстена); род. 1 января 1965, Скопье) — югославский и северомакедонский борец вольного стиля, чемпион и призёр Олимпийских игр, призёр чемпионатов мира, двукратный чемпион Европы, трёхкратный победитель Средиземноморских игр. Самый молодой олимпийский чемпион в истории вольной борьбы.

## Биография
Этнический албанец. В борьбу пришёл благодаря старшему брату, чемпиону Югославии. Очень рано начал показывать хорошие результаты. В 1978 году, в тринадцатилетнем возрасте, дебютировал на чемпионате Европы среди взрослых, и сумел добраться до 7 места. В том же году боролся на чемпионате Европы в возрастной категории espoir (подающих надежды) и добрался до 6 места. В 1979 году, в четырнадцать лет, завоевал «бронзу» на Балканских играх среди взрослых. При этом он весил намного меньше своих соперников: в 1980 году занял третье место на чемпионате мира среди юниоров в категории до 38 килограммов. В том же году стал чемпионом Балкан среди кадетов, в следующем — среди юниоров. В 1982 году занял третье место в категории espoir на Балканских играх, завоевал «бронзу» на чемпионате Европы как среди взрослых, так среди espoir. На чемпионате мира среди взрослых молодой борец сенсационно завоевал бронзовую медаль. Чтобы уложиться в категорию, он сбросил 7 килограмм. В первой схватке проиграл советскому борцу чемпиону мира Сергею Корнилаеву с минимальным счётом 1:2. В поединке с чемпионом Европы венгром Ласло Биро проигрывал после первого раунда со счётом 2:8, но переломил ход поединка и победил 18:10. В третьем круге победил олимпийского чемпиона Клаудио Поллио со счётом 9:3, а затем одолел корейца Сон Гапто и иранца Мохамеда Базмавара.
В 1983 году улучшил результат, и стал серебряным призёром чемпионата Европы; в том же году одержал первую победу на Средиземноморских играх, но на чемпионате мира остался лишь четырнадцатым. В 1984 году завоевал звание чемпиона Европы.
На Летних Олимпийских играх 1984 года в Лос-Анджелесе боролся в категории до 52 килограммов (наилегчайший вес). Участники турнира, числом в 17 человек в категории, были разделены на две группы. За победу в схватках присуждались баллы, от 4 баллов за чистую победу и 0 баллов за чистое поражение. Когда в каждой группе определялись три борца с наибольшими баллами (борьба проходила по системе с выбыванием после двух поражений), они разыгрывали между собой места в группе. Затем победители групп встречались в схватке за первое-второе места, занявшие второе место — за третье-четвёртое места, занявшие третье место — за пятое-шестое места. Шабан Трстена без труда прошёл в финальные схватки в группе, одну из них также выиграл чисто, а во второй боролся с сильным японским борцом Юдзи Такада, чемпионом Олимпиады-1976 и смог победить только по дополнительным критериям. В финале Шабан Трстена не боролся, поскольку корейский борец Ким Чён Кё ввиду тяжёлой травмы плеча не смог бороться за золотую медаль. Таким образом Шабан Трстена стал чемпионом олимпийских игр.
| Круг                           | Соперник      | Страна                    | Результат | Основание                             | Время схватки |
| ------------------------------ | ------------- | ------------------------- | --------- | ------------------------------------- | ------------- |
| 1                              | Джо Гонсалес  | Соединённые Штаты Америки | Победа    | 6-3 (3 балла)                         |               |
| 2                              | Фараг Али     | Египет                    | Победа    | Туше (4 балла)                        | 2:14          |
| 3                              | Гэри Мурэс    | Великобритания            | Победа    | Туше (4 балла)                        | 1:59          |
| Финал в группе «Б» (встреча 1) | Махабир Сингх | Индия                     | Победа    | Туше (4 балла)                        | 1:13          |
| Финал в группе «Б» (встреча 2) | Юдзи Такада   | Япония                    | Победа    | По дополнительным критериям (3 балла) | 6:00          |
| Финал                          | Ким Чён Кё    | Республика Корея          | Победа    | Неявка соперника                      | -             |

В 1985 году Шабан Трстена был вторым на суперчемпионате мира и на чемпионате Европы. В 1986 году вновь был вторым на чемпионате Европы. В 1987 году стал только девятым на чемпионате мира, третьим на чемпионате Европы и одержал вторую победу на Средиземноморских играх. В 1988 году опять был третьим на чемпионате Европы.
На Летних Олимпийских играх 1988 года в Сеуле боролся в категории до 52 килограммов (наилегчайший вес). Участники турнира, числом в 30 человек в категории, были также разделены на две группы. Регламент в основном был прежним, четыре человека, набравшие наибольшее количество баллов в группах, разыгрывали между собой места с 1 по 8. Шабан Трстена уверенно продвигался по турнирной сетке, побеждая даже очень сильных соперников, таких как действующего чемпиона мира Валентина Йорданова и перспективного дебютанта Владимира Тогузова. Однако в финальной схватке, выступавший с травмой ноги, Шабан Трстена потерпел безоговорчное поражение от ещё более сильного японца Мицуро Сато
| Круг  | Соперник          | Страна                                    | Результат | Основание                  | Время схватки |
| ----- | ----------------- | ----------------------------------------- | --------- | -------------------------- | ------------- |
| 1     | Усман Диалло      | Гвинея                                    | Победа    | 15-0 (3,5 балла)           | 3:00          |
| 2     | Карлос Негрон     | Пуэрто-Рико                               | Победа    | 16-1 (4 балла)             | 4:32          |
| 3     | -                 | -                                         | -         | -                          | -             |
| 4     | Маджид Торкан     | Иран                                      | Победа    | Травма соперника (4 балла) | 0:21          |
| 5     | Валентин Йорданов | Болгария                                  | Победа    | 11-5 (3 балла)             |               |
| 6     | Арслан Сейханли   | Турция                                    | Победа    | 7-3 (3 балла)              |               |
| 7     | Владимир Тогузов  | Союз Советских Социалистических Республик | Победа    | 3-0 (3 балла)              |               |
| Финал | Мицуро Сато       | Япония                                    | Поражение | 13-2                       |               |

В 1990 году победил во второй раз на чемпионате Европы, а в 1991 году в третий раз выиграл Средиземноморские игры. В 1993 году, выступая уже за сборную Германии, был третьим на Гран-при Германии. Затем выступал за сборную вновь созданной Республики Македонии.
На Летних Олимпийских играх 1996 года в Атланте боролся в категории до 57 килограммов (легчайший вес). После первого круга, борцы делились на две таблицы: победителей и побеждённых. Победители продолжали бороться между собой, а побеждённые участвовали в утешительных схватках. После двух поражений в предварительных и классификационных (утешительных) раундах, борец выбывал из турнира. В ходе турнира, таким образом, из таблицы побеждённых убывали дважды проигравшие, но она же и пополнялась проигрывающими из таблицы победителей. В конечном итоге, определялись восемь лучших борцов. Не проигравшие ни разу встречались в схватке за 1-2 место, выбывшие в полуфинале встречались с победителями утешительных схваток и победители этих встреч боролись за 3-4 места и так далее. В категории боролись 22 спортсмена. Турнир в этой категории как раз и служит примером такой системы. Шабан Трстена дошёл до полуфинала, где проиграл канадскому борцу грузинского происхождения Гиви Сиссаури. После этого он боролся с турком Харуном Доганом, потерпевшем поражение ещё в первом круге, и затем выигравшим четыре классификационных встречи. Шабан Трстена проиграл турку и боролся только за пятое место, а Доган боролся за третье место.
| Круг                      | Соперник         | Страна   | Результат | Основание      | Время схватки |
| ------------------------- | ---------------- | -------- | --------- | -------------- | ------------- |
| 1                         | Алехандро Пуэрто | Куба     | Победа    | 4-3 (4 балла)  | 6:28          |
| 2                         | -                | -        | -         | -              | -             |
| Четвертьфинал             | Александр Гузов  | Беларусь | Победа    | 7-3 (7 баллов) | 5:00          |
| Полуфинал                 | Гиви Сисаури     | Канада   | Поражение | 1-4 (1 балл)   | 6:43          |
| 6 классификационный раунд | Харун Доган      | Турция   | Поражение | 2-3 (2 балла)  | 5:00          |
| Финал (за 5-6 место)      | Мохаммад Талаи   | Иран     | Победа    | 4-3 (4 балла)  |               |

В 1997 году Шабан Трстена выступил на чемпионатах мира и Европы и оба раза был семнадцатым, после чего закончил карьеру, перейдя на тренерскую работу.
В 1984 году признан спортсменом года в Югославии, шесть раз признавался лучшим спортсменом Македонии (1982, 1983, 1984, 1986, 1988, 1990), а в 2000 году провозглашён лучшим албанским спортсменом XX века. Всего борец провёл 741 официальную встречу в 715 из которых победил. Принял участие в 42 турнирах из которых в 30 одержал победу.
В 2016 году вышла в свет биография борца Rruga e kampionit olimpik, а в 2018 году — документальный фильм «Кобра».

## Награды
- Орден «8 сентября» (5 сентября 2022 года)[5]

## Видео
- — Олимпийские игры 1984, вольная борьба, 52 кг, полуфинал: Юдзи Такада (Япония) — Шабан Трстена (Югославия)
- — Олимпийские игры 1988, вольная борьба, 52 кг, финал: Шабан Трстена (Югославия) — Мицуро Сато (Япония)
- — Олимпийские игры 1996, вольная борьба, 52 кг, 5-6 место: Шабан Трстена (Македония) — Мохаммад Талаи (Иран)